# Curieuse (1916)
Pour les articles homonymes, voir Curieuse (homonymie).
La Curieuse est une canonnière de lutte anti-sous-marine, de la Marine française, de classe Ardent. Elle a également été classée successivement comme dragueur de mines et comme aviso.

## Conception
La Capricieuse, sixième navire de ce nom dans la Marine française, est une canonnière de la même série que L'Audacieuse, prévue pour la protection des convois contre les sous-marins. Elle avait une longueur de 60,20 mètres,,, un maître-bau (largeur) de 7,20 mètres,, un tirant d'eau de 2,90 mètres,. Son déplacement était de 320 à 350 tonnes. Sa propulsion était assurée par une machine à vapeur alternative, alimentée au charbon,, d’une puissance de 2500 ch, qui lui donnait une vitesse maximum de 15 à 17 noeuds,,. Ses soutes pouvaient contenir 85 tonnes de charbon, ce qui lui donnait un rayon d'action de 3000 milles marins à 10 nœuds, ou 1600 milles marins à vitesse maximum. Son armement se composait de 2 canons de 100 mm,, et de grenades anti-sous-marines. Son équipage était de 55 hommes,.

## Historique
La construction de la Curieuse débute en 1916 à l’Arsenal de Lorient. Elle est lancée et mise en service la même année,.

### Première Guerre mondiale
Dès sa mise en service, la Capricieuse est affectée à la flottille de la IVème Région maritime, à la Division des patrouilles de la Méditerranée occidentale. Elle est utilisée principalement comme dragueur de mines,. De 1916 à 1918, elle patrouille dans la mer Ionienne et la mer Égée et escorte de nombreux convois en Méditerranée orientale. Ainsi, le 21 octobre 1917, elle escorte un convoi composé du Seine entre La Valette (Malte) et Toulon (Var), à la vitesse moyenne de 10 nœuds, avec ses sister-ships les « dragueurs-canonnières » l'Agile et la Moqueuse. En 1917-1918, elle est basée à Bizerte et affectée aux patrouilles d’Algérie. Elle effectue des patrouilles au large des côtes algériennes, servant d’appât pour les sous-marins ennemis,.
Le 26 mai 1918, le cargo Gard de la Compagnie générale transatlantique est torpillé par le sous-marin allemand U-61 à proximité de Minorque au cours d'une traversée entre Alger et Marseille. Touché au niveau de la chaufferie, il se casse en deux et coule en une heure. Sur les 400 passagers (dont 380 militaires) et les 49 membres d'équipage, il n’y a heureusement que 14 victimes. Les rescapés sont recueillis par le torpilleur Pique, la Curieuse et la canonnière Dédaigneuse.

### Entre-deux-guerres
La guerre terminée, la Curieuse est affectée en 1919 à Toulon au 2e Groupe de dragage de l’escadrille de dragage du 5e Arrondissement maritime. Elle participe aux opérations de dragage du 5e Arrondissement et notamment des bouches de Bonifacio,. Du 21 avril au 6 novembre 1920, elle prend part aux opérations de Syrie-Cilicie (Instruction du 28 novembre 1922 relative à l’application à la Marine de la Loi instituant la médaille commémorative de Syrie-Cilicie ; Bulletin officiel de la Marine 1922, n°35, pp. 695 et 700). En 1921, elle est transférée à l’escadrille de dragage du 6e Arrondissement maritime à Bizerte. En 1922-1923 elle est affectée à la Flottille algéro-tunisienne. En 1924 elle est reclassée comme « aviso de 2e classe », mais en 1925 elle est de nouveau reclassée comme canonnière,. Le 1er avril 1924, elle rejoint la Division navale du Levant basée à Beyrouth. Elle effectue de nombreuses missions sur les côtes de Syrie, à Chypre, à Rhodes, dans les îles grecques et en Égypte. Désarmée et radiée de la liste de la flotte le 5 mai 1927,, elle est condamnée en 1935.

## Commandants
- lieutenant de vaisseau Henri Joseph Marie Charles Gustave Joubert[7], du port de Toulon : 1916-1917 ;
- lieutenant de vaisseau Jehan Henri Pierre Marie Bouvet de la Maisonneuve, du port de Brest : 1918-1919 ;
- lieutenant de vaisseau Victor Henri Roch Belgodère, du port de Toulon : nommé à ce commandement par décret du 23 janvier 1920 (JORF du 24 janvier 1920, p. 1245)[8].